# Уайт, Уилли
Уилли Уайт (англ. Willie White, род. 20 августа 1962 года) — американский профессиональный баскетболист, выступавший в Национальной баскетбольной ассоциации и в Европе. Уилли учился в университете Теннесси в Чаттануге. В своём дебютном сезоне в баскетбольной команде университета «Чаттануга Мокс» он в среднем за игру набирал 11,8 очка. В том же году «Мокс» стали чемпионами Южной конференции и впервые в своей истории вышли в турнир NCAA. Во втором сезоне в университете результативность Уайта увеличилась до 15,8 очка за игру, а его команда вновь завоевала титул чемпиона конференции. За его достижения он был назван баскетболистом года Южной конференции. В третьем сезоне он помог «Мокс» стать чемпионом конференции в третий раз подряд, а его результативность составляла 18,4 очка за игру. В его последнем сезоне в университете он в среднем за игру набирал 18 очков, но «Мокс» не смогли вновь завоевать чемпионский титул, проиграв в финальной игре команде «Маршалл Тандеринг» из университета Маршалла. По завершении обучения в университете Уайт был лидером Мокс по количеству набранных очков (1972), опередив ближайшего преследователя более чем на 500 очков.
На драфте НБА 1984 года Уилли Уайт был выбран во втором раунде под общим 42 номером клубом Денвер Наггетс. В своём первом сезоне он набирал 6,3 очка за игру и участвовал в финале конференции, где его «Наггетс» проиграли «Лос-Анджелес Лейкерс». В НБА он провёл всего два сезона, в среднем набирая за игру 3,7 очка и делая 1 подбор и 1 передачу. После ухода из НБА он семь лет провёл выступая в Европе.
В 2008 году спортивный департамент университета Теннесси в Чаттануге и Chattanooga Times Free Press включили Уайта в символическую сборную Маккензи-арены, посвящённую её 25-летию.
Уайт женат на девушке Деннисси и у них трое детей: сыновья Джален и Дариус и дочь Рикия Бёрт. Старшая дочь Уайта Шавон Флауэрс живёт в Чаттануге.

## Статистика

### Статистика в НБА
| Сезон                                                                                    | Команда | Регулярный сезон | Регулярный сезон | Регулярный сезон | Регулярный сезон | Регулярный сезон | Регулярный сезон | Регулярный сезон | Регулярный сезон | Регулярный сезон | Регулярный сезон | Регулярный сезон | Серия плей-офф | Серия плей-офф | Серия плей-офф | Серия плей-офф | Серия плей-офф | Серия плей-офф | Серия плей-офф | Серия плей-офф | Серия плей-офф | Серия плей-офф | Серия плей-офф |
| Сезон                                                                                    | Команда | GP               | GS               | MPG              | FG%              | 3P%              | FT%              | RPG              | APG              | SPG              | BPG              | PPG              | GP             | GS             | MPG            | FG%            | 3P%            | FT%            | RPG            | APG            | SPG            | BPG            | PPG            |
| ---------------------------------------------------------------------------------------- | ------- | ---------------- | ---------------- | ---------------- | ---------------- | ---------------- | ---------------- | ---------------- | ---------------- | ---------------- | ---------------- | ---------------- | -------------- | -------------- | -------------- | -------------- | -------------- | -------------- | -------------- | -------------- | -------------- | -------------- | -------------- |
| 1984/85                                                                                  | Денвер  | 39               | 0                | 6,0              | 41,9             | 36,4             | 67,7             | 0,9              | 0,7              | 0,1              | 0,1              | 3,3              | 10             | 3              | 12,3           | 47,4           | 66,7           | 58,3           | 1,7            | 1,7            | 0,5            | 0,0            | 6,3            |
| 1985/86                                                                                  | Денвер  | 43               | 4                | 8,0              | 44,0             | 28,6             | 82,6             | 1,0              | 1,2              | 0,4              | 0,0              | 4,0              | 4              | 0              | 5,3            | 28,6           | 25,0           | -              | 0,8            | 1,5            | 0,3            | 0,0            | 1,3            |
|                                                                                          | Всего   | 82               | 4                | 7,0              | 43,2             | 31,3             | 74,1             | 1,0              | 1,0              | 0,3              | 0,0              | 3,7              | 14             | 3              | 10,3           | 45,3           | 42,9           | 58,3           | 1,4            | 1,6            | 0,4            | 0,0            | 4,9            |
| Наведите курсор мыши на аббревиатуры в заголовке таблицы, чтобы прочесть их расшифровку. |         |                  |                  |                  |                  |                  |                  |                  |                  |                  |                  |                  |                |                |                |                |                |                |                |                |                |                |                |